# Bradley Barcola
Bradley Barcola (* 2. September 2002 in Lyon) ist ein französisch-togoischer Fußballspieler, der aktuell bei Paris Saint-Germain in der Ligue 1 spielt.

## Karriere

### Verein
Barcola begann seine fußballerische Ausbildung bei der AS Buers-Villeurbanne, ehe er 2010 in die Jugendakademie von Olympique Lyon wechselte. In der Saison 2019/20 spielte er neunmal mit Lyon in der UEFA Youth League und einmal mit der U19 in der Coupe Gambardella. In der Saison 2020/21 kam er zu vier Einsätzen bei der zweiten Mannschaft in der National 2, wobei er zweimal treffen konnte. In der Saison 2021/22 avancierte er dort zum Stammspieler, konnte aber auch hin und wieder Erfahrungen im Profiteam sammeln. Am 4. November 2021 gab er in der Europa League sein Profidebüt, als er bei einem 3:0-Sieg gegen Sparta Prag sogar eine Vorlage nach später Einwechslung beisteuern konnte. Gegen Olympique Marseille, am nachgeholten 15. Spieltag der Liga, wurde er erneut spät eingewechselt und debütierte somit in der Ligue 1.
Im August 2023 wechselte er zu Paris Saint-Germain und unterschrieb dort einen Fünfjahresvertrag.

### Nationalmannschaft
Barcola debütierte 2022 für die französische U20-Nationalmannschaft. Seit März 2023 kommt er in der U21-Auswahl zum Einsatz.
Am 16. Mai 2024 wurde er in den französischen Kader für die Fußball-Europameisterschaft 2024 berufen. Er war der einzige nominierte Franzose ohne A-Länderspiel, kam aber in den beiden Testspielen im Juni zum Einsatz, wobei er jeweils eingewechselt wurde.
Am 6. September 2024 schoss er während eines Spiels der UEFA Nations League gegen Italien ein Tor bereits nach 13 Sekunden und stellte damit den Rekord des für Frankreich am schnellsten geschossenen Tores auf. Das war sein Debüttor für Frankreich.

## Titel

### Verein
International
- Champions-League-Sieger: 2025 (Paris Saint-Germain)
- UEFA-Super-Cup-Sieger: 2025 (Paris Saint-Germain)

National
- Französischer Meister (2): 2024, 2025 (beide Paris Saint-Germain)
- Französischer Pokalsieger (2): 2024, 2025 (beide Paris Saint-Germain)
- Französischer Supercupsieger (2): 2023, 2024 (beide Paris Saint-Germain)

Individuell
- Spieler des Monats der Ligue 1: September 2024

## Familie
Sein Bruder Malcolm Barcola ist als Torwart togoischer Nationalspieler.